# Marek (Kimew)
Marek, imię świeckie Goran Kimew (ur. 25 listopada 1977 w Sztipie) – macedoński biskup prawosławny działający w jurysdykcji Prawosławnego Arcybiskupstwa Ochrydzkiego Serbskiego Kościoła Prawosławnego.

## Życiorys
Po ukończeniu szkoły podstawowej ukończył szkołę teologiczną w Skopju. Następnie odbył zasadniczą służbę wojskową i rozpoczął studia na wydziale teologicznym uniwersytetu w Skopju. Równocześnie pracował w administracji prawosławnej eparchii Wełesu i doliny Wardaru. W 2000 razem z całą eparchią wystąpił z jurysdykcji Macedońskiego Kościoła Prawosławnego, uważanego przez inne autokefaliczne Kościoły za niekanoniczny i wstąpił w jurysdykcję Serbskiego Kościoła Prawosławnego w ramach Arcybiskupstwa Ochrydzkiego – administratury powołanej przezeń na terytorium Macedonii.
20 lipca 2002 w monasterze św. Jerzego w pobliżu Negotina złożył wieczyste śluby mnisze przed metropolitą Wełesu Janem. Tego samego dnia został, razem z wymienionym hierarchą, zmuszony do opuszczenia klasztoru, który został przekazany przez władze macedońskie administracji Macedońskiego Kościoła Prawosławnego. 2 sierpnia 2002 został wyświęcony na hierodiakona przez biskupa wrańskiego Pachomiusza. Pracę duszpasterską prowadził w kaplicy Zmartwychwstania Pańskiego w Bitoli, następnie podjął naukę języka greckiego w Grecji.
23 maja 2003 sobór biskupów Serbskiego Kościoła Prawosławnego, na prośbę metropolity Jana, nominował go na biskupa dremwickiego, wikariusza Prawosławnego Arcybiskupstwa Ochrydzkiego. W związku z tym 1 czerwca 2003 został wyświęcony na hieromnicha, zaś 7 grudnia 2003 przyjął chirotonię biskupią. Synod Kościoła Serbskiego powierzył mu tymczasowy zarząd eparchii bitolskiej Prawosławnego Arcybiskupstwa Ochrydzkiego.